# Cento (Budrio)
Cento, o Cento di Budrio, è una frazione del comune di Budrio, in provincia di Bologna.
Il toponimo deriva dal sistema romano della centuriazione, in cui centum era una misura relativa all'opera agraria.

## Storia
Nel duecento vi erano zone boscose e coltivate ed erano presenti due chiese: Santa Maria e San Biagio, di cui solo la prima era officiata nel trecento ed è l'attuale parrocchia. Tuttavia l'odierna chiesa è stata costruita nel 1902 da Edoardo Collamarini, in sede presso l'antico luogo di culto, già restaurato nel settecento e negli anni novanta del novecento.
Nel territorio si stabilirono varie famiglie di bolognesi a partire dal XV secolo, quali i Magnani, i Guidotti e i Bolognetti, di cui ne rimane ancora oggi qualche traccia in abitazioni sparse nella zona. La vita agricola nel luogo fu segnata quando, all'inizio dell'Ottocento, si stabilì la famiglia svizzera Loup, che impiantò una azienda agricola con innovazioni d'avanguardia e ad oggi sono rimasti alcuni silos all'inglese che sono parte di un residence.